# كين جونسون (لاعب كرة قدم أمريكية أمريكي)
كين جونسون (بالإنجليزية: Ken Johnson)‏ هو لاعب كرة قدم أمريكية أمريكي، ولد في 25 مارس 1955 في ناشفيل في الولايات المتحدة.

## وصلات خارجية
- كين جونسون على موقع مرجع كرة القدم المحترفة.كوم (الإنجليزية)